# البؤساء (أنمي 1992)
البؤساء هو مسلسل أنمي فرنسي قصته مستوحاة من رواية فكتور هوجو، البث الأصلي 1992 بالفرنسية، ثم دبلج إلى العربية استديوهات بواسة عبر الشرق للإنتاج التلفزيوني.

## روابط خارجية
- البؤساء على موقع IMDb (الإنجليزية)
- البؤساء على موقع ألو سيني (الفرنسية)
- البؤساء على موقع قاعدة بيانات الفيلم (الإنجليزية)